# ألبرتو لوسادا
البرتو لوسادا (بالإسبانية: Alberto Losada) مواليد 28 فبراير 1982 في برشلونة، هو دراج إسباني.

## روابط خارجية
- ألبرتو لوسادا على موقع الاتحاد الدولي للدراجات (الإنجليزية)
- ألبرتو لوسادا على موقع أرشيف الدراجات (الإنجليزية)
- ألبرتو لوسادا على موقع إحصائيات الدراجات الإحترافية (الإنجليزية)
- ألبرتو لوسادا على موقع نسبة الدراجات (الإنجليزية)
- ألبرتو لوسادا على موقع CycleBase (الإنجليزية)